# رباعي هيدروهايدروكارمول
رباعي هيدروهايدروكارمول أو تتراهيدروهارمول هو قلويد بيتا كاربولين هارمالا النشط بيولوجيًا. يعمل كمثبط عكسي لأوكسيديز أحادي الأمين أ.

## وضع المركب القانوني
تُصنَّف قلويدات الحرملة ضمن المواد المحظورة المدرجة في الجدول 9 بموجب معيار السموم (منذ أكتوبر 2015). المواد المدرجة في الجدول 9 هي مواد يمكن استخدامها بشكلٍ سيِّء أو بشكلٍ خاطئ، وهي محظورة التصنيع ويُمنع حيازتها أو امتلاكها أو بيعها أو استخدامها بموجب القانون، ولا يجوز امتلاكها إلا في الحالات المطلوبة للبحث الطبي أو العلمي، أو لأغراض التحليل أو
التدريس أو التدريب بموافقة السلطات الصحِّية في الكومنولث والولايات والأقاليم التابعة له.